# 二十世纪大舞台
《二十世纪大舞台》，是1904年，陈去病与汪笑依等在上海发起创办的、中国第一种以戏曲为主的文艺期刊。

## 概述
1904年10月，《二十世纪大舞台》创刊，其主张京剧改良运动，但仅出版了两期，便被查禁。第一期发表了陈去病、汪笑侬等的文章，明确提出刊物的宗旨：“本报以改恶俗，开通民智，提倡民族主义，唤起国家思想为唯一之目的。”柳亚子撰写了《发刊词》，他提醒人们重视戏曲的社会作用，并痛斥在民族危亡之际依然演唱《燕子笺》、《春灯谜》等充满闲情逸致的戏文，要求编演如《扬州十日》、《嘉定三屠》之类的以揭露统治者的凶残暴虐、歌颂烈士遗民的忠诚为主的历史剧目。他把京剧改良与革命运动联系起来，将矛头直接指向清朝统治者。
陈去病以陈佩忍为署名，在《二十世纪大舞台》第一期发表了重要文章《论戏剧之有益》。文章从当时帝国主义侵略、清政府腐败、民族危亡的现状出发，认为救国乃是国人之要务，而戏剧是唤醒民众、推动民党革命活动的重要一环。作者把戏剧与救国联系起来，从而充分肯定了戏剧的社会功能。第二期又发表了白话体文章《告女优》一文。文章呼吁提高艺人的社会地位，勉励上海女艺人向汪笑依学习。《二十世纪大舞台》第一、二期共刊登理论文章10篇，剧本8个。出版后，引起强烈的反响。孙中山在香港所办的《中国日报》对此也给予了很高的评价。